# Премия «Грэмми» за лучшее женское вокальное исполнение в стиле ритм-н-блюз
«Грэмми» в номинации «Лучшее женское вокальное исполнение в стиле ритм-н-блюз» присуждалась с 1968 года по 2011 годы, за наиболее значимые песни в жанре ритм-н-блюз. Ежегодно Национальная академия искусства и науки звукозаписи США выбирала несколько претендентов за «художественные достижения, техническое мастерство и значительный вклад в развитие звукозаписи без учёта продаж альбома (сингла) и его позиции в чартах».
Впервые, Академия отметила музыкантов в данной категории на 10-й церемонии «Грэмми» (1968). Первой лауреаткой награды стала американская певица Арета Франклин с песней «Respect». Согласно описанию номинации, награда присуждалась недавно записанным R&B-композициям, исполненным сольно". На соискание награды не мог быть номинирован материал, «записанный участниками групп, ансамблей или дуэтов сольно, отдельно от основного коллектива». До 1992 года в категорию могли быть номинированы как отдельные треки, так и полноформатные альбомы.
Арета Франклин является лидером категории по количеству побед — двенадцать, второе место занимает Чака Хан — восемь побед. Также, Франклин занимает первое место по числу номинаций — двадцать три раза. Все победители категории являются уроженцами Соединённых Штатов Америки.
На 34-й церемонии «Грэмми» певица Лиза Фишер разделила победу с Патти Лабелль, что было одним из немногих подобных инцидентов за всю историю награждения.
В 2012 году номинация была упразднена в связи с тотальной реструктуризацией категорий «Грэмми», она была перенесена в новую, единую категорию — «Лучшее R&B-исполнение». Таким образом, песня «Bittersweet» певицы Фантазии Баррино — стала последним лауреатом этой категории.

## Список лауреатов
| Год[I] | Победительница           | Страна | Музыкальное произведение                      | Номинантки[II]                                                           | Ссылка |
| ------ | ------------------------ | ------ | --------------------------------------------- | ------------------------------------------------------------------------ | ------ |
| 1968   | Арета Франклин           | США    | «Respect»                                     | - Карла Томас — «The Queen Alone»                                        | [ 3 ]  |
| 1969   | Арета Франклин           | США    | «Chain of Fools»                              | - Элла Вашингтон — «He Called Me Baby»                                   | [ 4 ]  |
| 1970   | Арета Франклин           | США    | «Share Your Love with Me»                     | - Ди Ди Уорвик — «Foolish Fool»                                          | [ 5 ]  |
| 1971   | Арета Франклин           | США    | «Don't Play That Song»                        | - Ди Ди Уорвик — «She Didn’t Know»                                       | [ 6 ]  |
| 1972   | Арета Франклин           | США    | «Bridge Over Troubled Water»                  | - Дайана Росс — «(I Love You) Call Me»                                   | [ 7 ]  |
| 1973   | Арета Франклин           | США    | «Young, Gifted And Black»                     | - Бетти Райт — «Clean Up Woman»                                          | [ 8 ]  |
| 1974   | Арета Франклин           | США    | «Master of Eyes (The Deepness of Your Eyes)»  | - Сильвия — «Pillow Talk»                                                | [ 9 ]  |
| 1975   | Арета Франклин           | США    | «Ain't Nothing Like the Real Thing»           | - Тина Тёрнер — Tina Turns the Country On!                               | [ 10 ] |
| 1976   | Натали Коул              | США    | «This Will Be»                                | - Shirley & Company — «Shame, Shame, Shame»                              | [ 11 ] |
| 1977   | Натали Коул              | США    | «Sophisticated Lady (She's a Different Lady)» | - Дайана Росс — «Love Hangover»                                          | [ 12 ] |
| 1978   | Тельма Хьюстон           | США    | «Don’t Leave Me This Way»                     | - Дайана Росс — «Your Love Is So Good for Me»                            | [ 13 ] |
| 1979   | Донна Саммер             | США    | «Last Dance»                                  | - Чака Хан — «I’m Every Woman»                                           | [ 14 ] |
| 1980   | Дайон Уорвик             | США    | «Déjà Vu»                                     | - Анита Уорд — «Ring My Bell»                                            | [ 15 ] |
| 1981   | Стефани Миллз            | США    | «Never Knew Love Like This Before»            | - Дайана Росс — «Upside Down»                                            | [ 16 ] |
| 1982   | Арета Франклин           | США    | «Hold On! I'm Comin'»                         | - Стефани Миллз — Stephanie                                              | [ 17 ] |
| 1983   | Дженнифер Холлидей       | США    | «And I Am Telling You I'm Not Going»          | - Денис Уильямс — «It's Gonna Take a Miracle»                            | [ 18 ] |
| 1984   | Чака Хан                 | США    | Chaka Khan                                    | - Денис Уильямс — I’m So Proud                                           | [ 19 ] |
| 1985   | Чака Хан                 | США    | «I Feel for You»                              | - Денис Уильямс — «Let's Hear It for the Boy»                            | [ 20 ] |
| 1986   | Арета Франклин           | США    | «Freeway of Love»                             | - Тина Мари — «Lovergirl»                                                | [ 21 ] |
| 1987   | Анита Бейкер             | США    | Rapture                                       | - Патти Лабелль — Winner in You                                          | [ 22 ] |
| 1988   | Арета Франклин           | США    | Aretha                                        | - Нэнси Уилсон — Forbidden Lover                                         | [ 23 ] |
| 1989   | Анита Бейкер             | США    | «Giving You the Best That I Got»              | - Ванесса Уильямс — «The Right Stuff»                                    | [ 24 ] |
| 1990   | Анита Бейкер             | США    | Giving You the Best That I Got                | - Ванесса Уильямс — «Dreamin'»                                           | [ 25 ] |
| 1991   | Анита Бейкер             | США    | Compositions                                  | - Pebbles — «Giving You the Benefit»                                     | [ 26 ] |
| 1992   | Лиза Фишер Патти Лабелль | США    | «How Can I Ease the Pain» Burnin'             | - Ванесса Уильямс — «Running Back to You»                                | [ 27 ] |
| 1993   | Чака Хан                 | США    | The Woman I Am                                | - Ванесса Уильямс — «The Comfort Zone»                                   | [ 28 ] |
| 1994   | Тони Брэкстон            | США    | «Another Sad Love Song»                       | - Патти Лабелль — «All Right Now»                                        | [ 29 ] |
| 1995   | Тони Брэкстон            | США    | «Breathe Again»                               | - Мишель Ндегеочелло — «If That's Your Boyfriend (He Wasn't Last Night)» | [ 30 ] |
| 1996   | Анита Бейкер             | США    | «I Apologize»                                 | - Ванесса Уильямс — «The Way That You Love»                              | [ 31 ] |
| 1997   | Тони Брэкстон            | США    | «You're Makin' Me High»                       | - Уитни Хьюстон — «Exhale (Shoop Shoop)»                                 | [ 32 ] |
| 1998   | Эрика Баду               | США    | «On & On»                                     | - Уитни Хьюстон — «I Believe in You and Me»                              | [ 33 ] |
| 1999   | Лорин Хилл               | США    | «Doo Wop (That Thing)»                        | - Джанет Джексон — «I Get Lonely»                                        | [ 34 ] |
| 2000   | Уитни Хьюстон            | США    | «It's Not Right but It's Okay»                | - Мэйси Грэй — «Do Something»                                            | [ 35 ] |
| 2001   | Тони Брэкстон            | США    | «He Wasn't Man Enough»                        | - Джилл Скотт — «Gettin' in the Way»                                     | [ 36 ] |
| 2002   | Алиша Киз                | США    | «Fallin'»                                     | - Джилл Скотт — «A Long Walk»                                            | [ 37 ] |
| 2003   | Мэри Джей Блайдж         | США    | «He Think I Don’t Know»                       | - Джилл Скотт — «He Loves Me (Lyzel in E Flat)»                          | [ 38 ] |
| 2004   | Бейонсе                  | США    | «Dangerously in Love 2»                       | - Хизер Хидли — «I Wish I Wasn’t»                                        | [ 39 ] |
| 2005   | Алиша Киз                | США    | «If I Ain't Got You»                          | - Энджи Стоун — «U-Haul»                                                 | [ 40 ] |
| 2006   | Мэрайя Кэри              | США    | «We Belong Together»                          | - Бейонсе — «Wishing on a Star»                                          | [ 41 ] |
| 2007   | Мэри Джей Блайдж         | США    | «Be Without You»                              | - Мэрайя Кэри — «Don’t Forget About Us»                                  | [ 42 ] |
| 2008   | Алиша Киз                | США    | «No One»                                      | - Джилл Скотт — «Hate On Me»                                             | [ 43 ] |
| 2009   | Алиша Киз                | США    | «Superwoman»                                  | - Джазмин Салливан — «Need U Bad»                                        | [ 44 ] |
| 2010   | Бейонсе                  | США    | «Single Ladies (Put a Ring on It)»            | - Джазмин Салливан — «Lions, Tigers & Bears»                             | [ 45 ] |
| 2011   | Фантазия Баррино         | США    | «Bittersweet»                                 | - Джазмин Салливан — «Holding You Down (Goin' in Circles)»               | [ 46 ] |

- ↑  Ссылка на церемонию «Грэмми», прошедшую в этом году.
- ↑  Кавычками обозначены — песни (синглы), курсивом — альбомы.

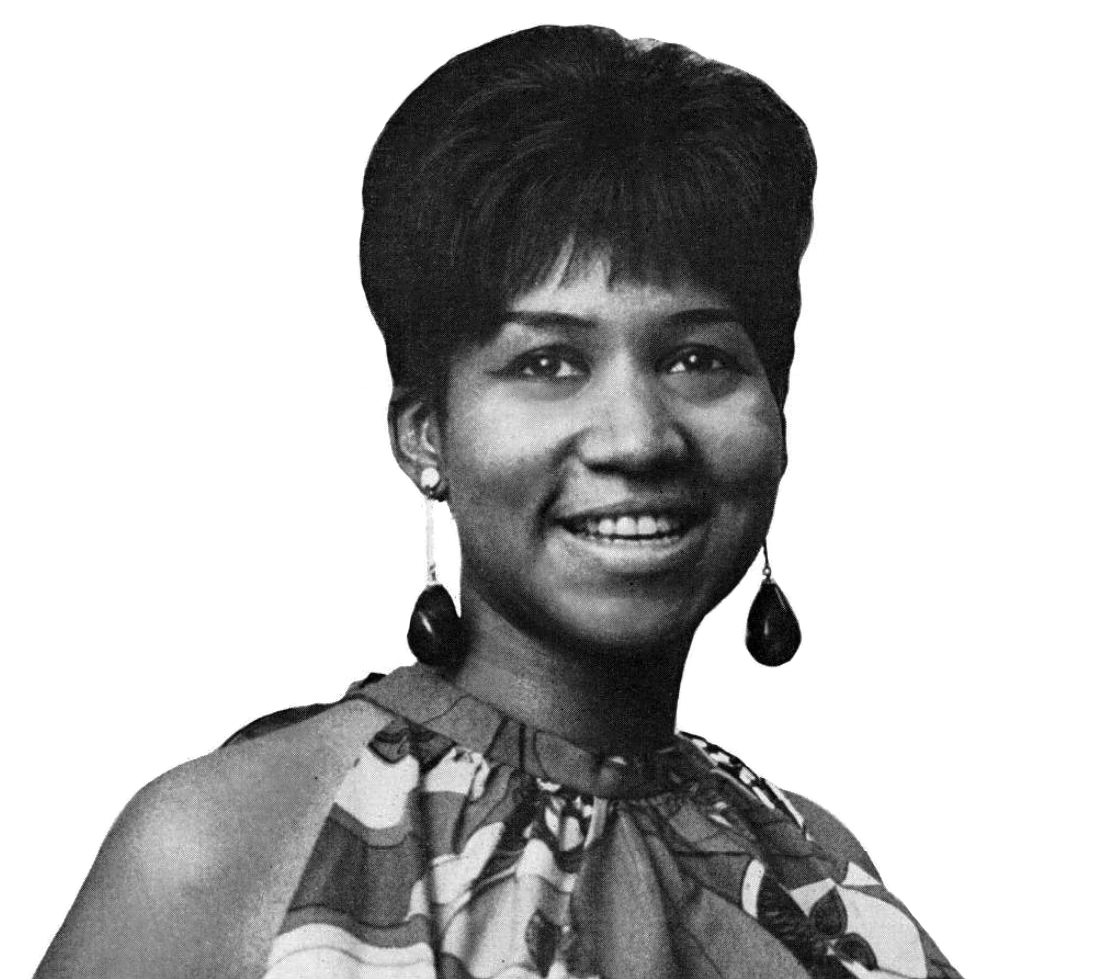
Первая лауреатка категории — певица Арета Франклин. В общей сложности она побеждала 11 раз, что является рекордом
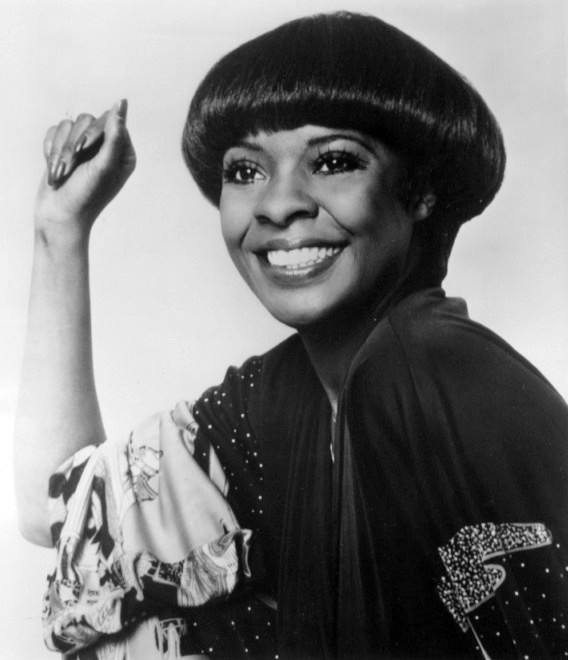
Победительница 1978 года Тельма Хьюстон
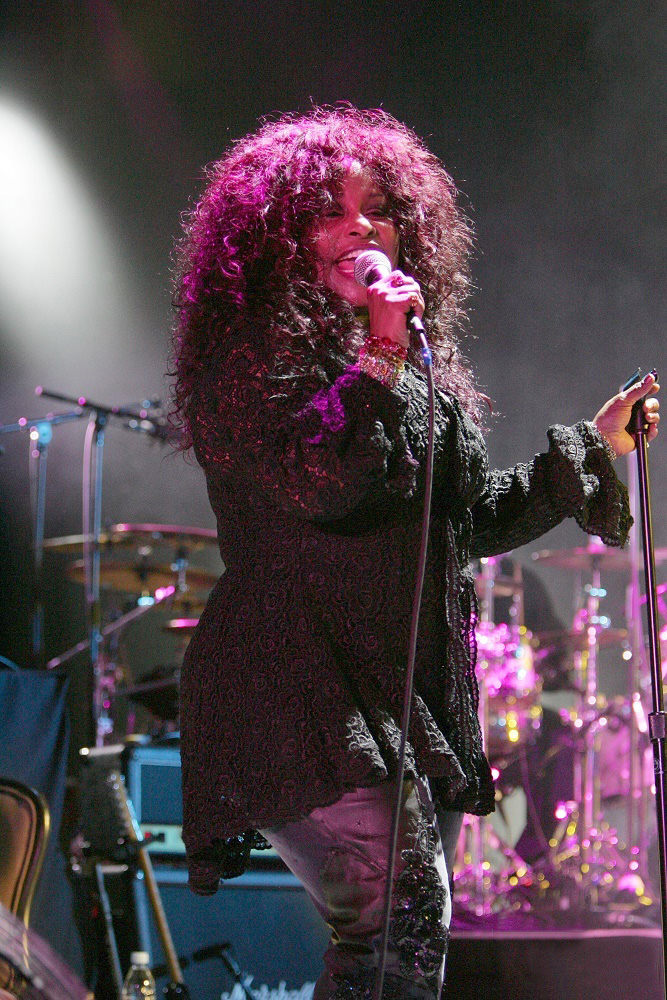
На счету Чаки Хан три победы и восемь номинаций
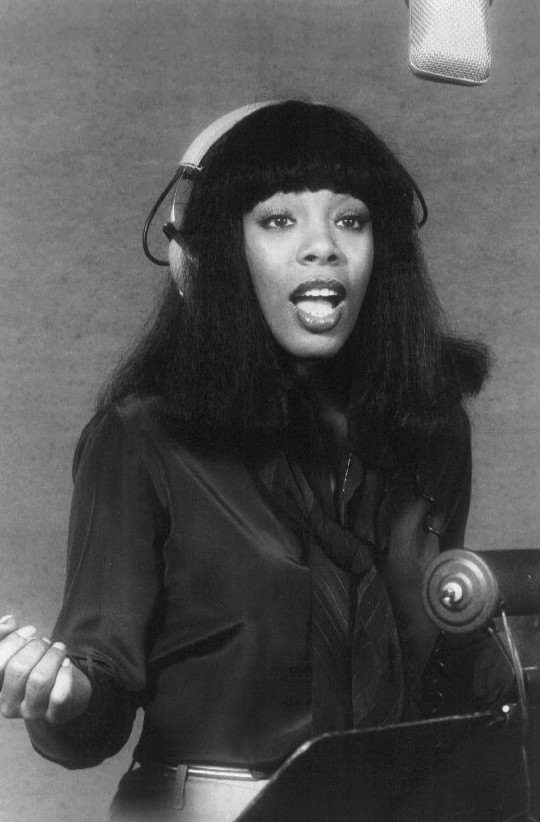
В 1979 году победу праздновала Донна Саммер
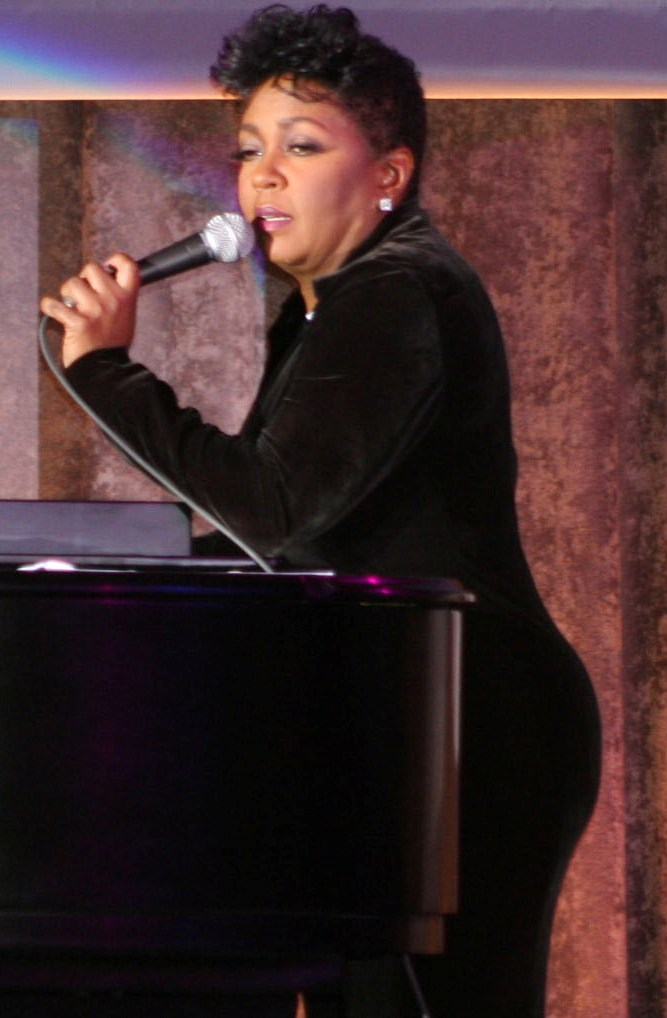
Анита Бейкер побеждала в этой номинации пять раз, причём три из них — подряд
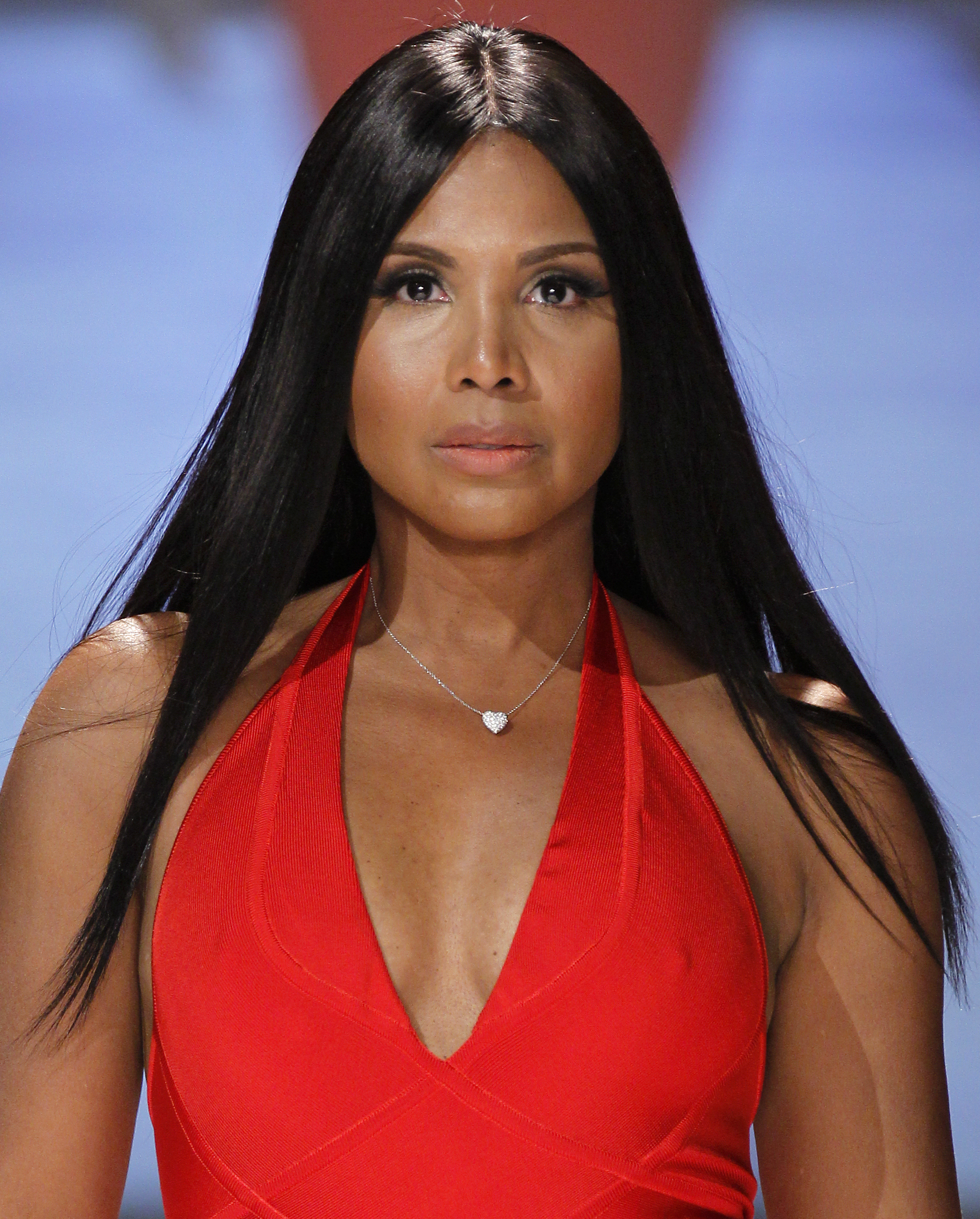
Тони Брэкстон имеет на своем счету четыре победы, две из которых — подряд
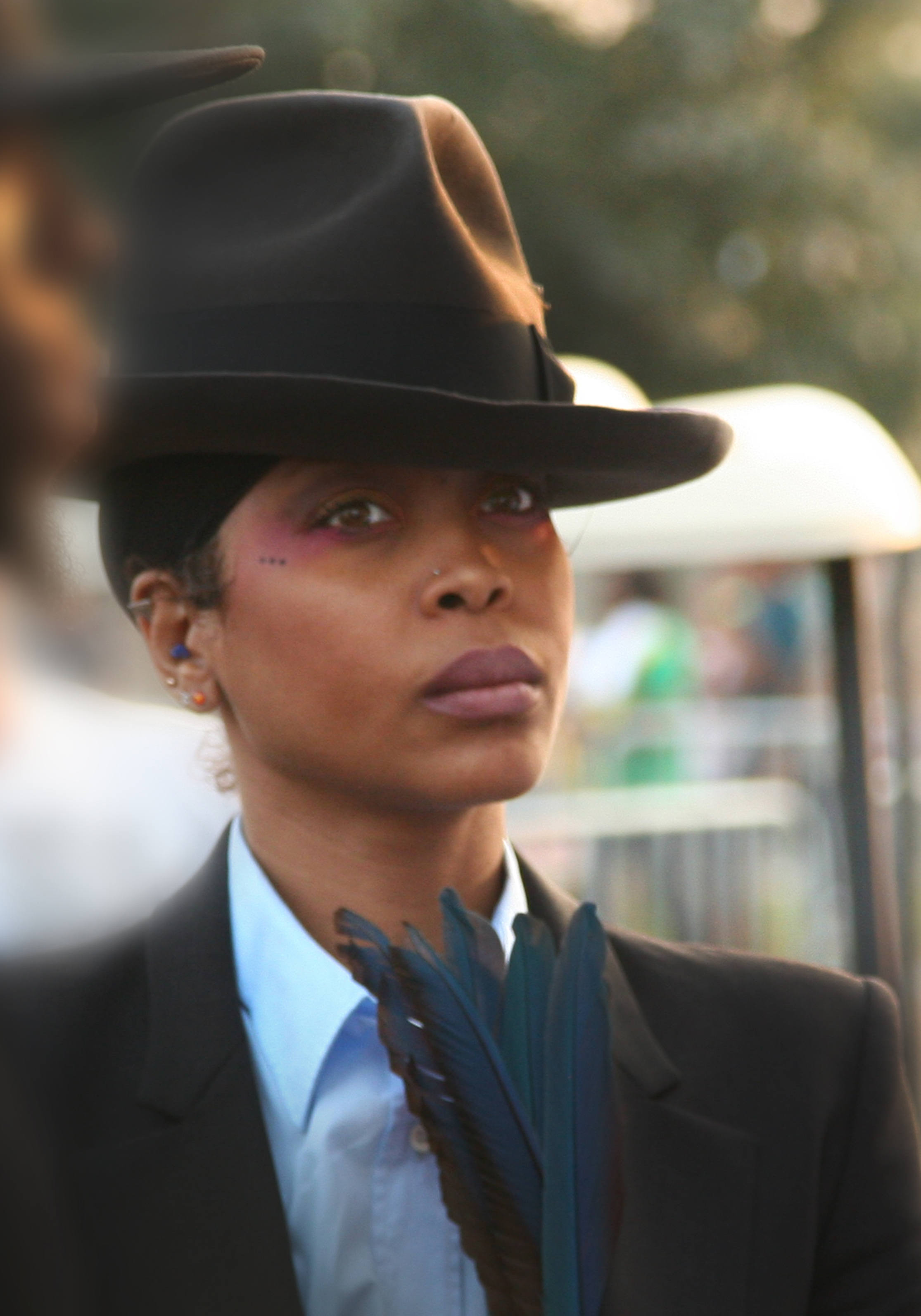
Певица Эрика Баду лидировала на 40-й церемонии «Грэмми»
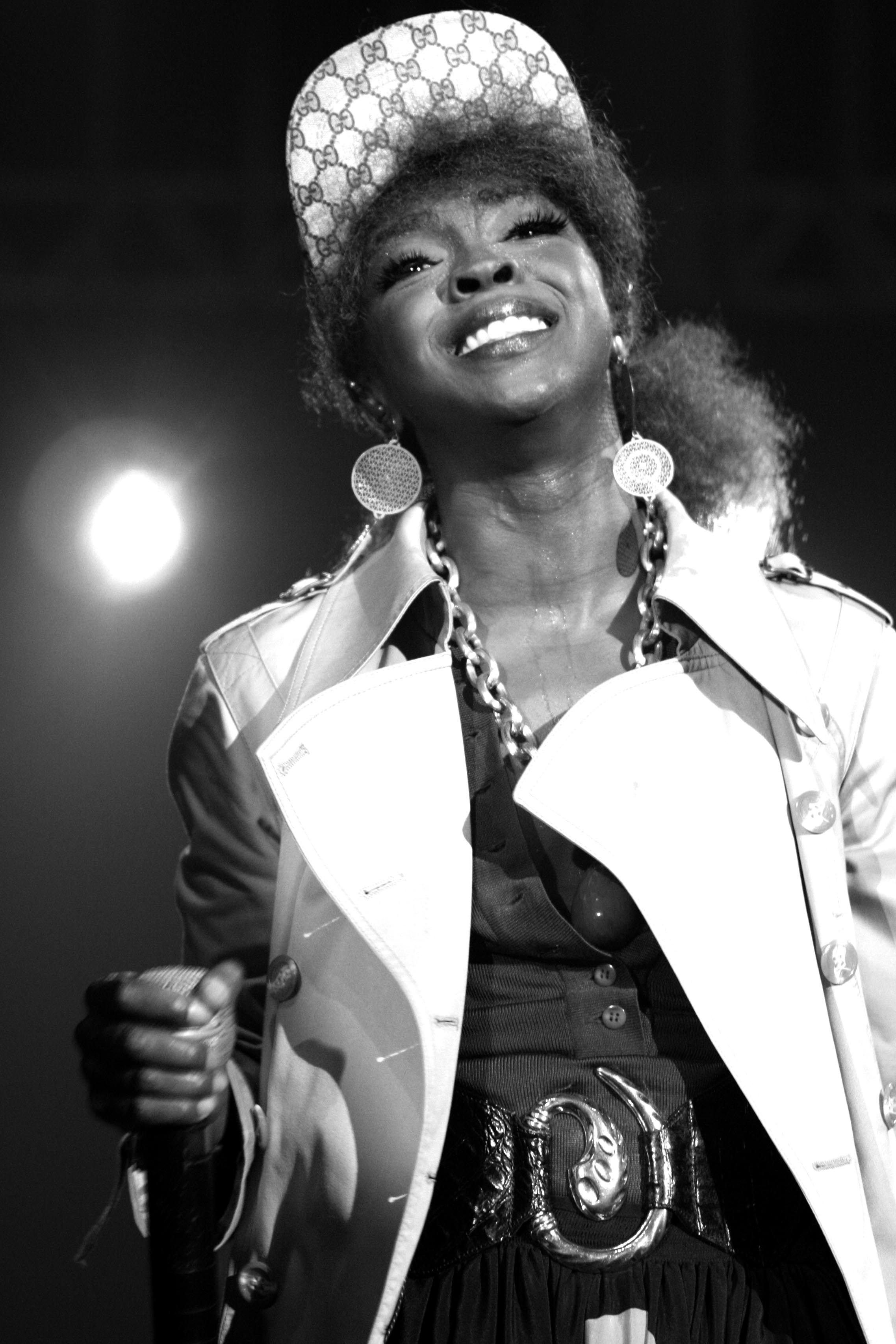
В 1999 году победу одержала Лорин Хилл
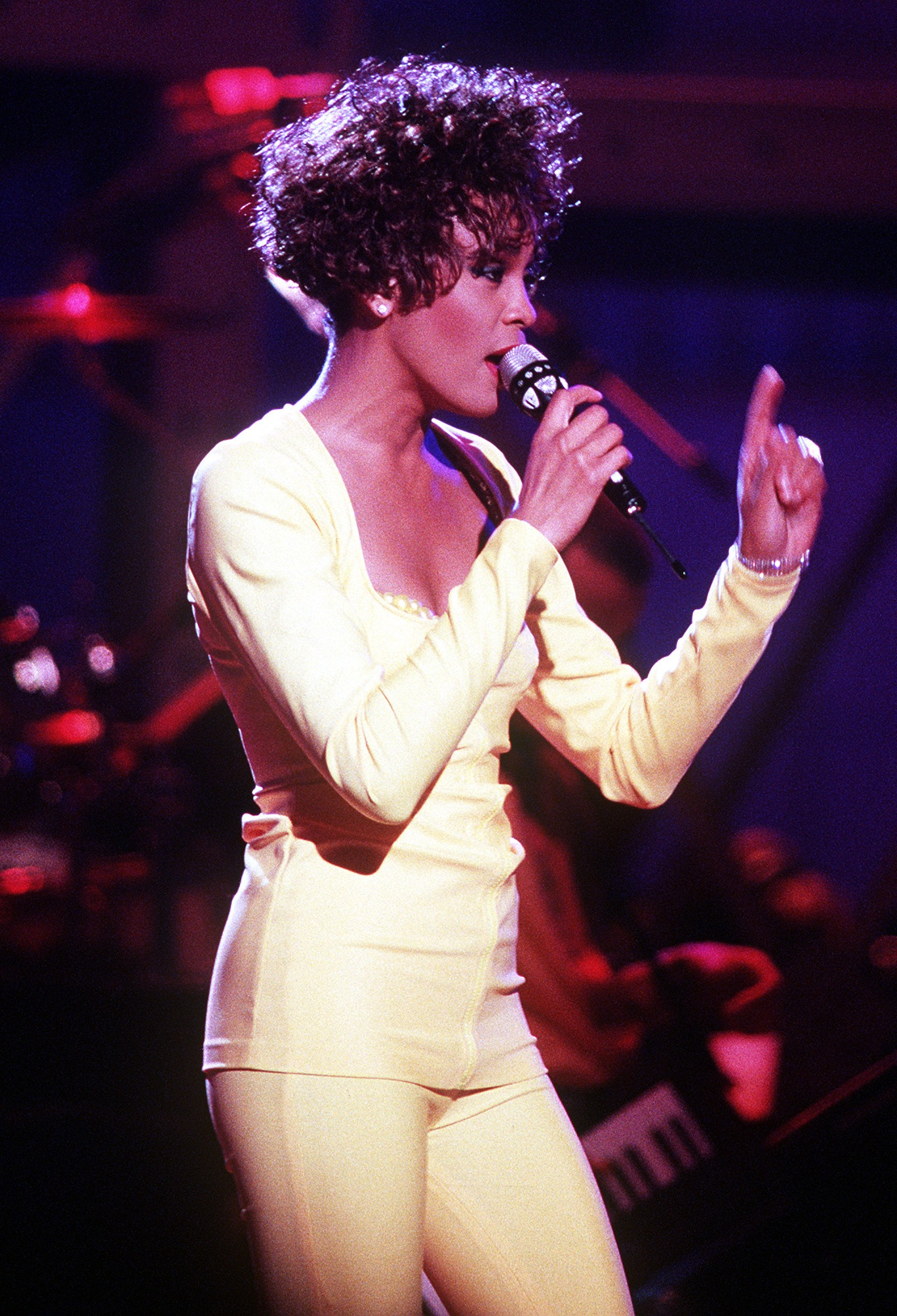
Первая лауреатка нового тысячелетия Уитни Хьюстон
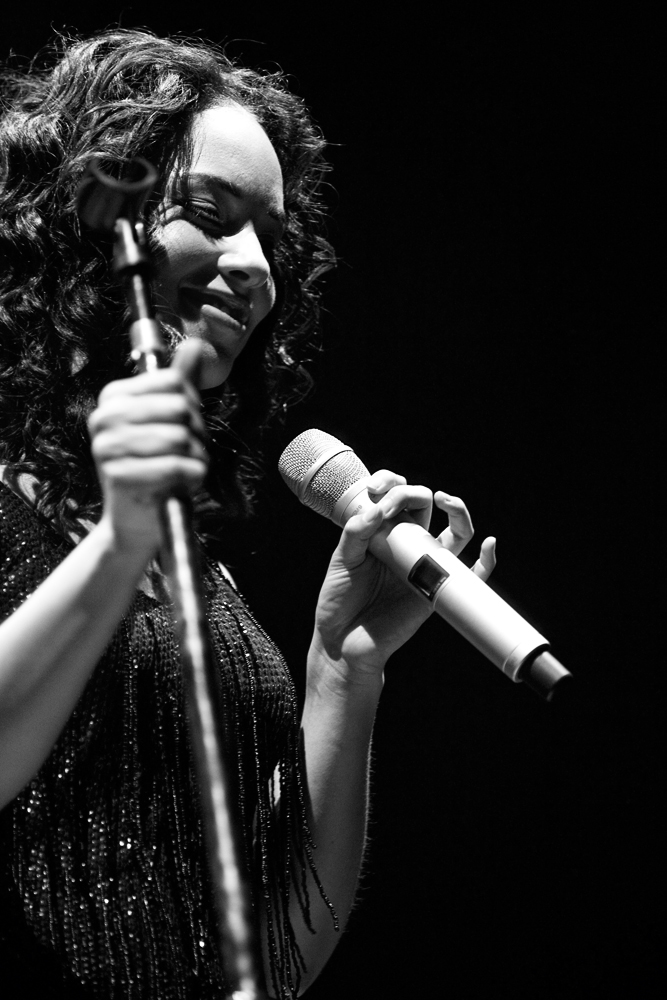
Алиша Киз имеет в своём активе четыре «Грэмми»
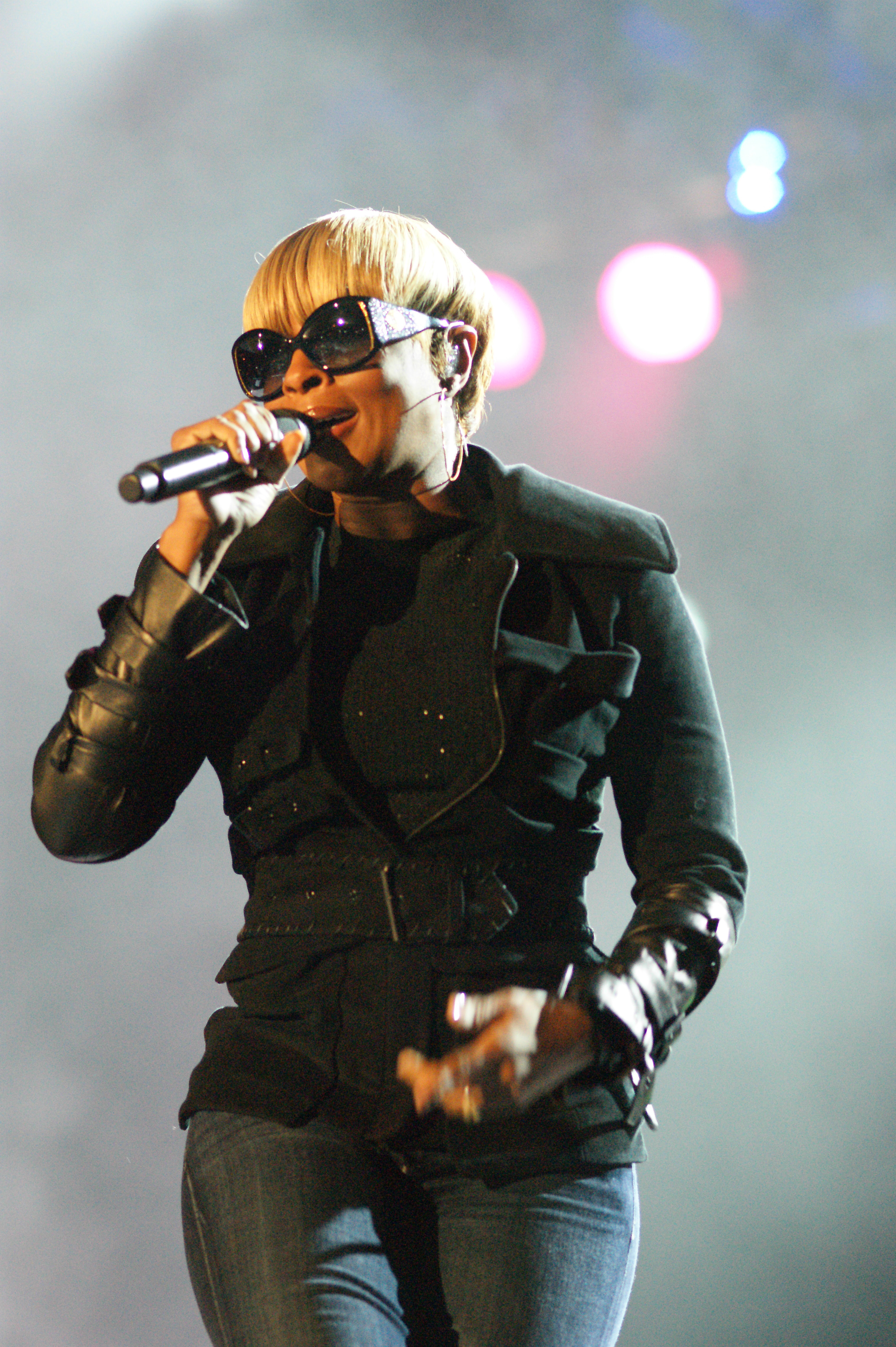
Победительница 2003 года Мэри Джей Блайдж
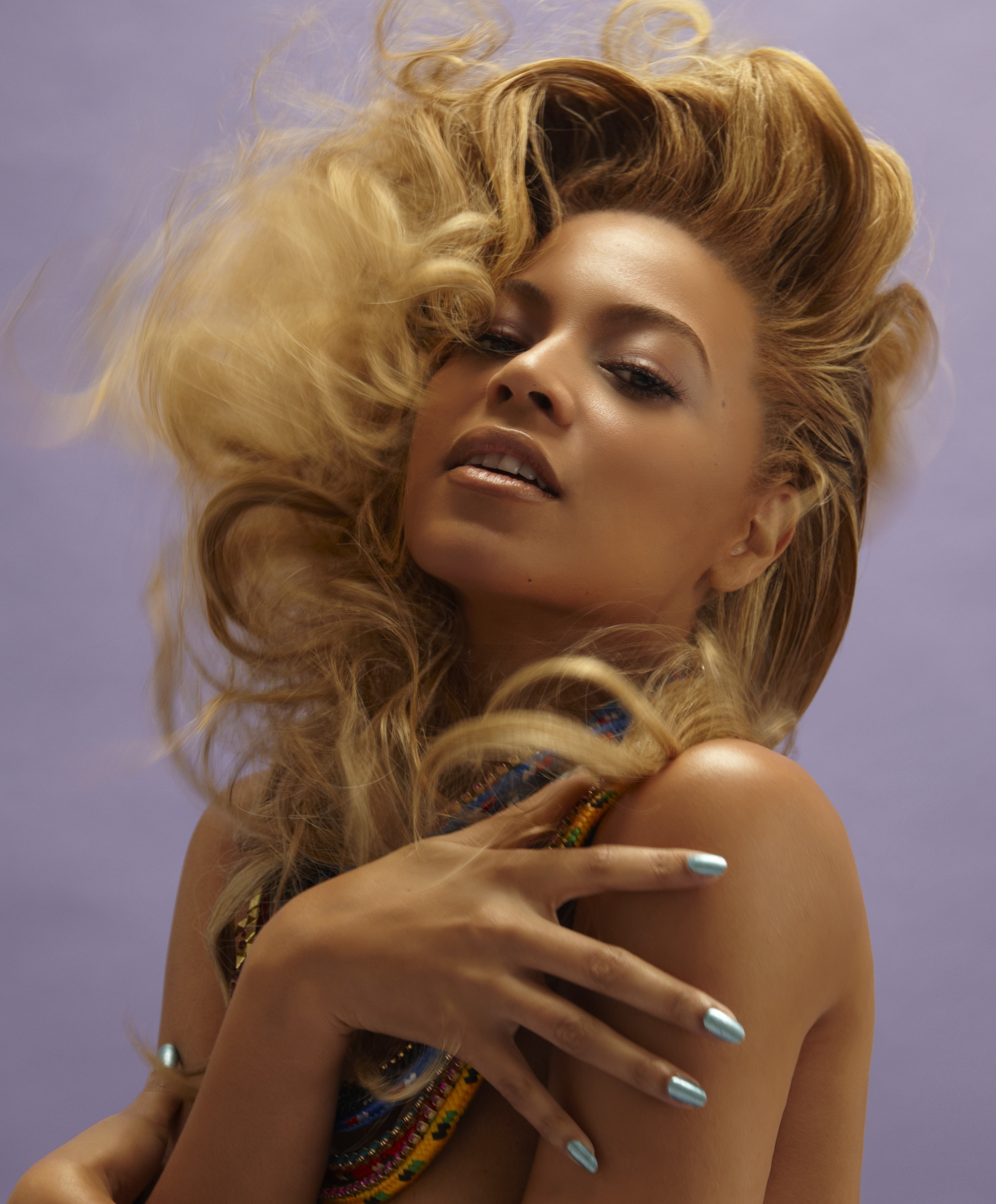
Двукратная лауреатка — певица Бейонсе Ноулз
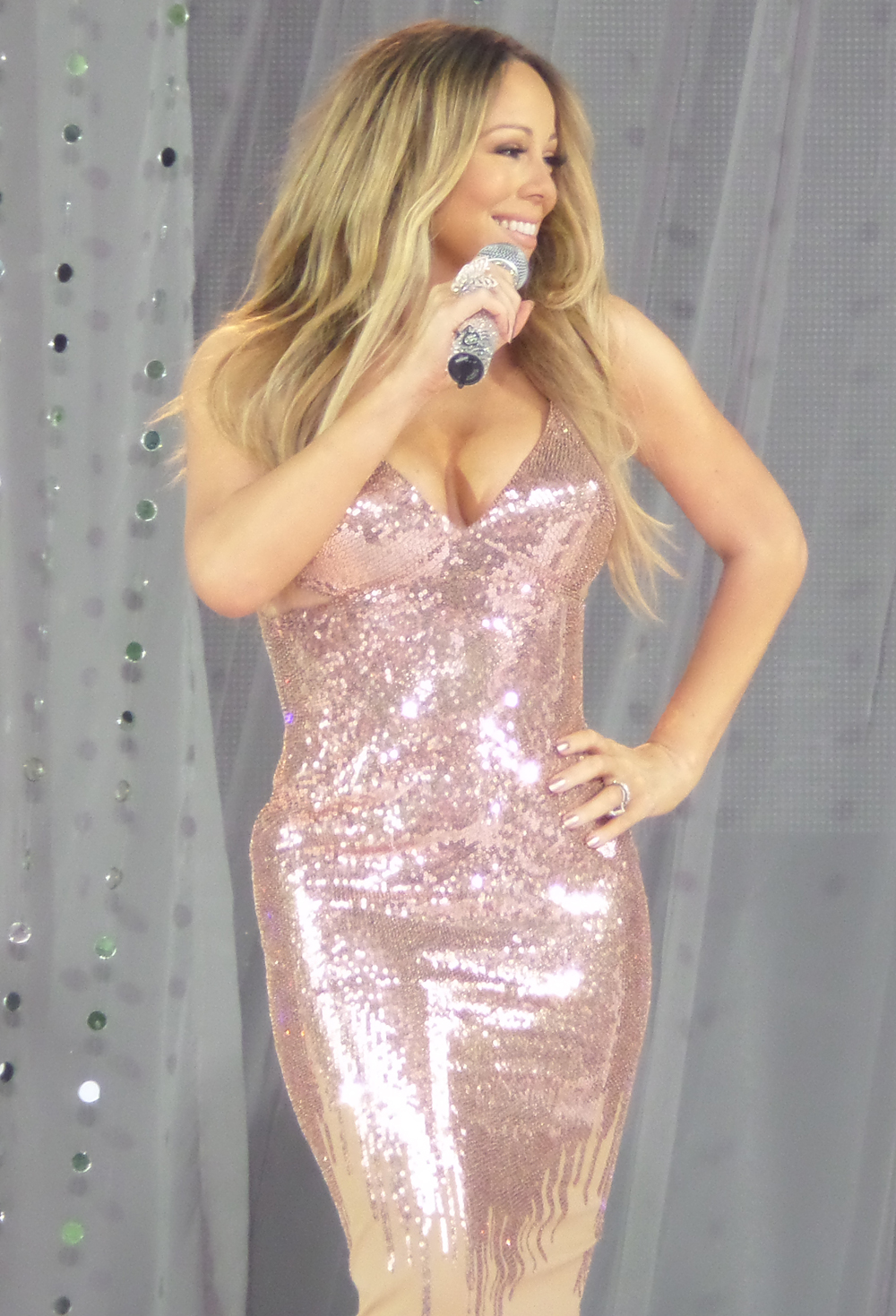
На 48-й церемонии «Грэмми» лидировала Мэрайа Кэри со своим хитом «We Belong Together»
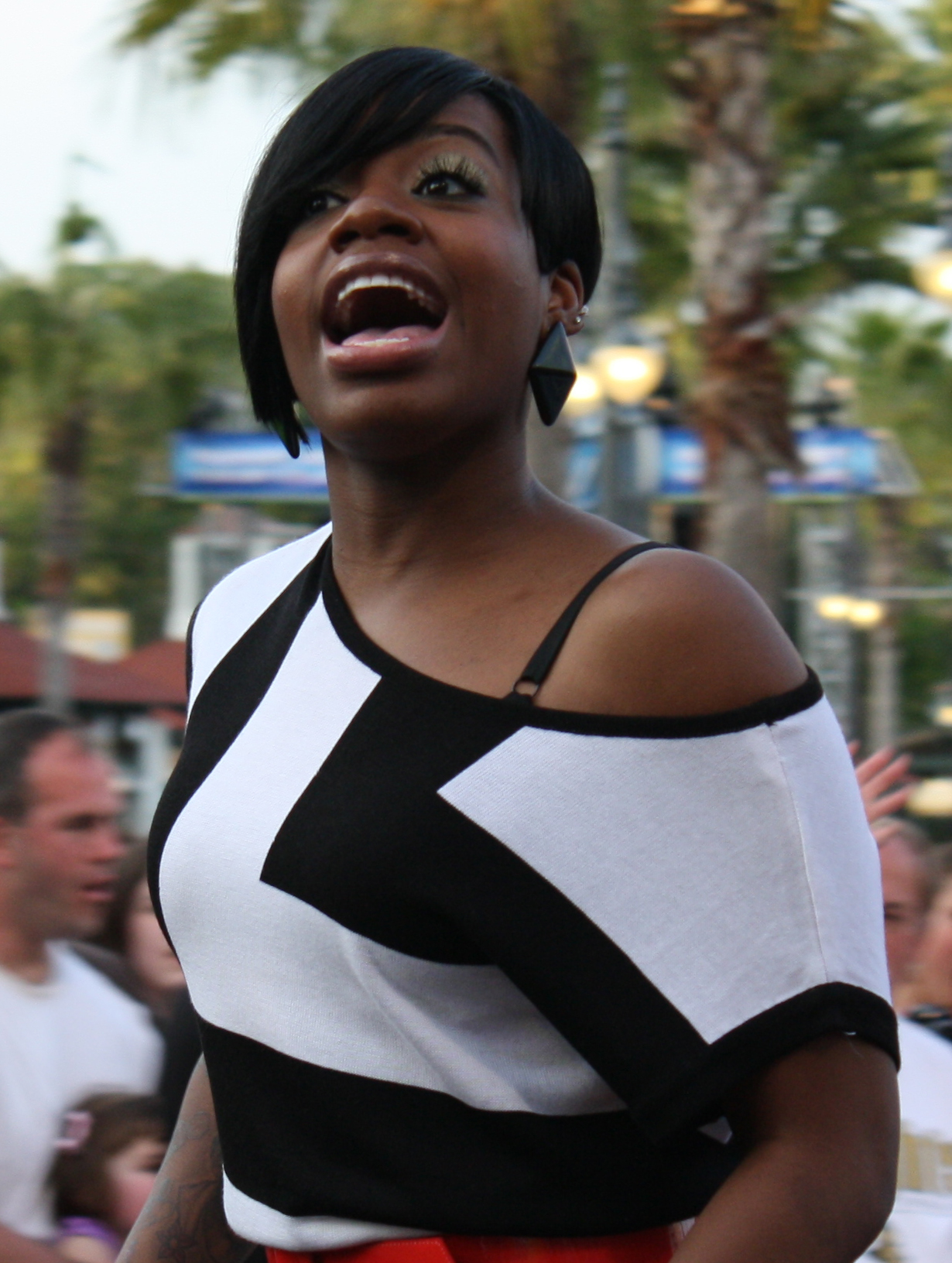
Последняя лауреатка категории — американская певица Фантазия Баррино